# Williams Tower

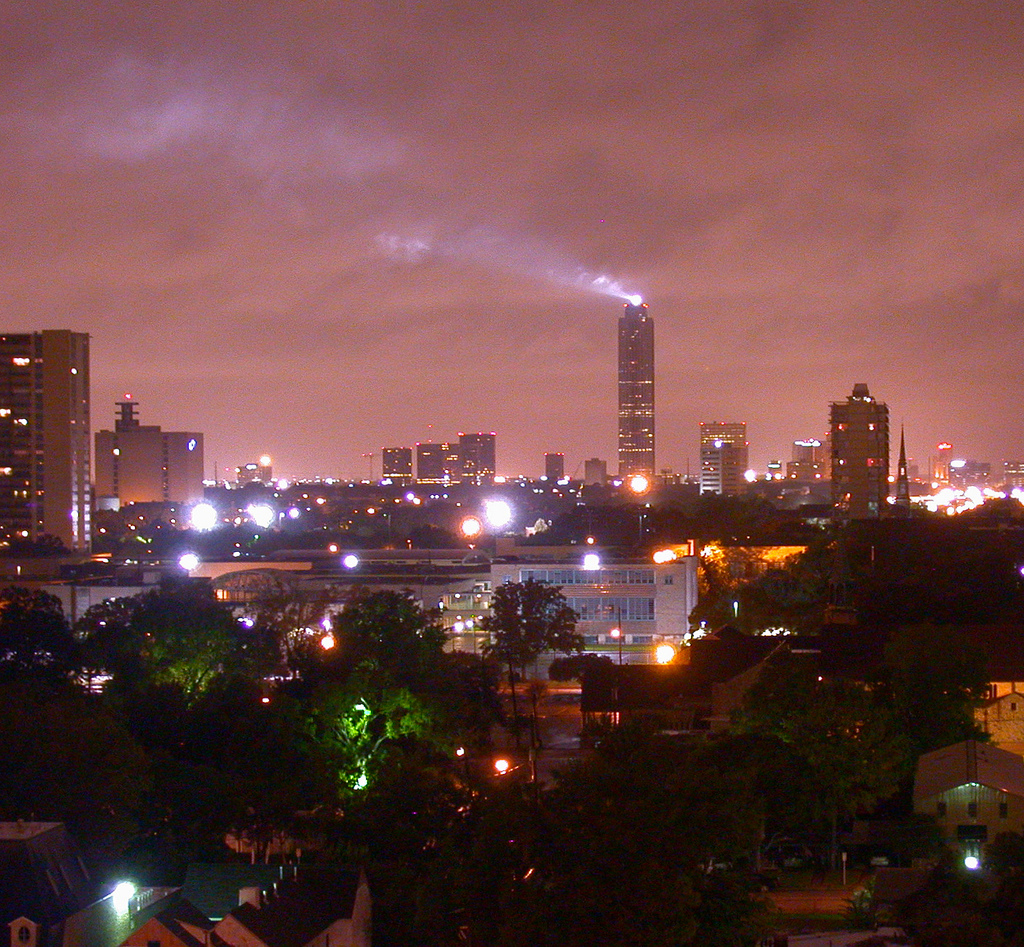
Đèn hiệu của Tháp Williams

Williams Tower (tên gốc là Transco Tower) là một tòa tháp văn phòng chọc trời cao 64 tầng, diện tích 1,4 triệu foot vuông (130.000 m2) hạng A theo trường phái art deco nằm ở Uptown District của Houston, Texas. Tòa nhà được các kiến trúc sư của John Burgee Architects có trụ sở tại New York với Philip Johnson và Morris-Aubry Architects có trụ sở tại Houston (nay gọi là Morris Architects) thiết kế. Tòa tháp bắt đầu xây dựng vào tháng 8 năm 1981, và mở cửa vào năm 1983. Tòa tháp nằm trong số các công trình có thể nhìn thấy rõ nhất ở Houston với tư cách là công trình cao thứ 4 ở Texas và cao thứ 44 ở Hoa Kỳ. Tháp Williams là tòa tháp cao nhất ở Houston bên ngoài Downtown Houston, và là tòa nhà chọc trời cao nhất ở Hoa Kỳ nằm ngoài khu thương mại trung tâm của thành phố. Nó cũng được gọi là "Empire State của phía nam".

## Lịch sử
Nhà phát triển bất động sản Gerald D. Hines đã thuê John Burgee Architects có trụ sở tại New York cùng với Philip Johnson để thiết kế tòa nhà, liên kết với Morris-Aubry Architects có trụ sở tại Houston (nay gọi là Morris Architects).
Việc xây dựng hoàn thành vào năm 1983, và mở cửa vào tháng Tư.
Tòa nhà được đặt tên là Transco Tower sau khi người thuê chính đầu tiên của nó là Transco Energy Co. Transco Energy Co. sáp nhập với Williams Companies năm 1995 và năm 1999, tên của tòa nhà được đổi thành Williams Tower.
Tháng 12 năm 2002, Ryan John Hartley đã leo lên tòa tháp rồi nhảy từ lưng chừng xuống và qua đời, được cho là một vụ tự tử.
Sáng ngày 13 tháng 9 năm 2008, cơn bão Ike khiến đỉnh tháp bị hư hại phần gần đèn hiệu quay, nhiều cửa sổ bị thổi tung. Tòa nhà chọc trời phải chịu thiệt hại hơn 3,5 triệu đô la do gió gây ra. Mái nhà gặp sự cố và tòa nhà bị lắc lư quá mức, 12 trong số 49 thang máy bị hư hỏng, hầu hết là do nước gây ra.
Hines Real Estate Investment Trust Inc. đã rao bán Tháp Williams vào tháng 8 năm 2012, rồi bán nó cho công ty con của Invesco Ltd. là Invesco Advisers Inc. với giá 412 triệu đô la vào tháng 3 năm 2013.

## Đặc trưng
Với 64 tầng và cao 909 foot (277 m) tính từ mặt đất, Tháp Williams là tòa nhà cao nhất ở Houston bên ngoài khu Downtown Houston. Khi được xây dựng vào năm 1983, nó cũng là tòa nhà chọc trời cao nhất thế giới bên ngoài quận kinh doanh trung tâm của thành phố.
Tháp Williams được mệnh danh là "Tòa nhà chọc trời của thế kỷ" trong số báo tháng 12 năm 1999 của tạp chí Texas Monthly. Paul Gapp của Chicago Tribune nói tòa nhà đã trở thành một "tác phẩm kinh điển ngap lập tức" khi nó mở cửa. Paul Goldberger của The New York Times nói tòa tháp đã mang đến cho Đại lộ Post Oak "một trung tâm, một cột mốc, điều mà hầu hết các thành phố ngoại ô thiếu".

## Tính năng

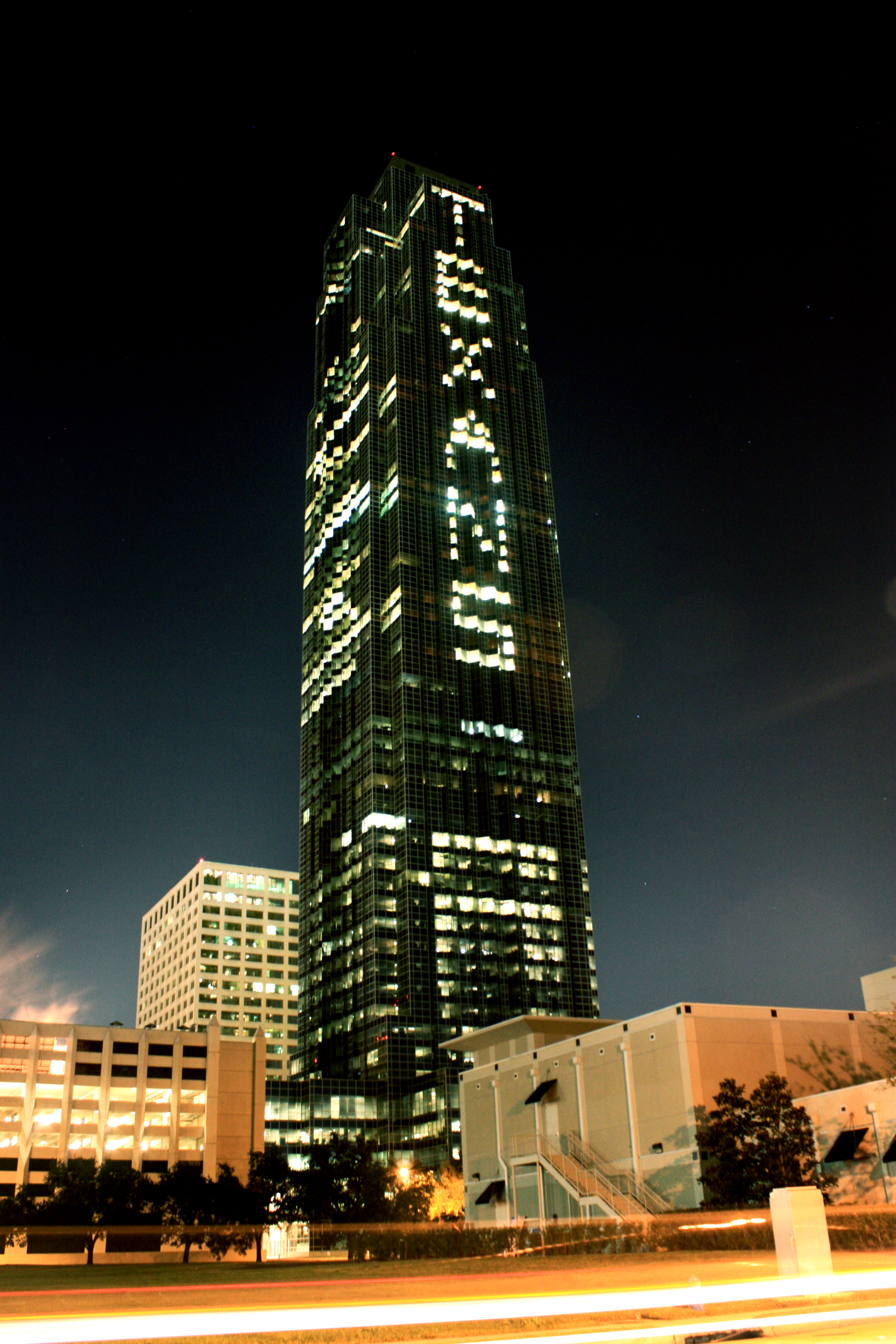
Williams Tower hiển thị từ "TEXANS" bằng cách sử dụng đèn văn phòng trong tòa nhà, vào đêm trước trò chơi Houston Texans.

Có sáu thang máy đưa khách thuê lên tầng 51, tại đây họ có thể chuyển sang các thang máy khác để lên tầng 49 đến tầng 64 của tòa nhà. Không có đài quan sát công cộng.
Vào ban đêm, tòa nhà được xác định bởi một đèn hiệu 7,000 watt quét qua bầu trời và có thể được nhìn thấy cách xa tới 40 dặm (65 km) vào đêm quang đãng. Với cùng bởi một ngọn hải đăng như vậy, tòa tháp có thể chiếu tới Tòa nhà Palmolive ở Chicago, Illinois. Tòa nhà, cùng với đèn hiệu, là một địa danh của Houston, xác định quận Uptown Houston.
Tòa nhà kết nối với tầng 10, có 3.208 chỗ để xe ô tô bằng một cây cầu trên cao. Cây cầu cũng kết nối tòa nhà với các cửa hàng bán lẻ, như The Galleria, và hai sân bay trực thăng được Cục Hàng không Liên bang cấp phép.

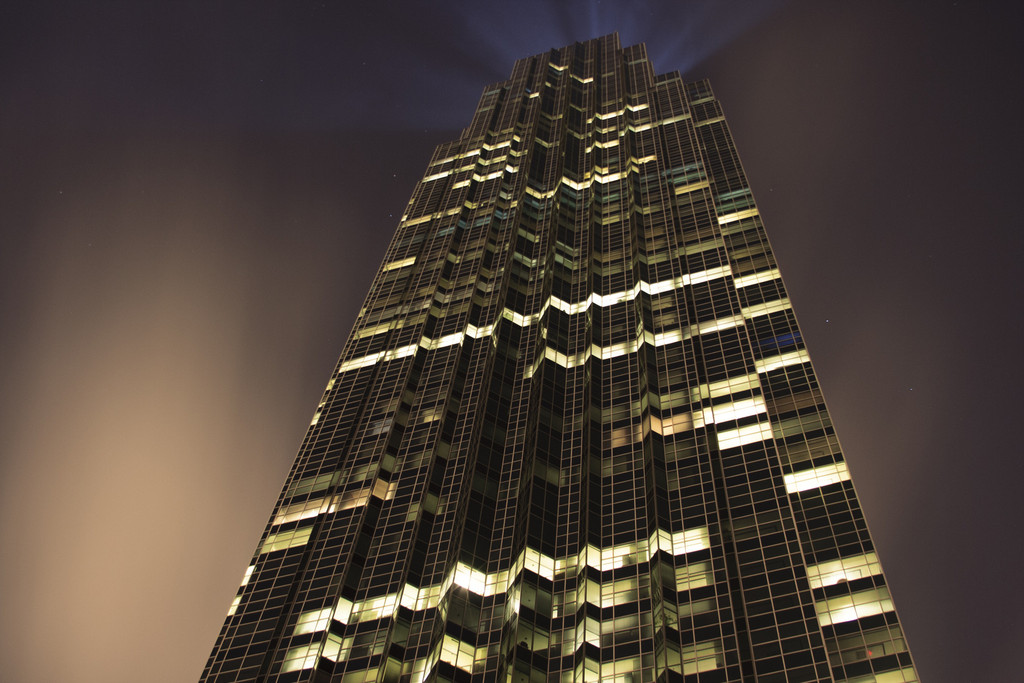
Ánh sáng đèn của Tháp Williams vào ban đêm khi được chiếu sáng lâu.